# Kostel Povýšení svatého Kříže (Chrudim)
Hřbitovní kostel Povýšení svatého Kříže se nalézá na městském hřbitově v okresním městě Chrudim. Areál kostela je spolu s hrobkou rodiny Popperovy a hrobem Antonína Františka Rybičky chráněn od roku 1958 jako nemovitá kulturní památka ČR.

## Historie
Kostel Povýšení svatého Kříže je poprvé písemně doložen jako farní kostel k roku 1349 v osadě románského původu na předměstí města Chrudim. Z původního kostela se nedochovaly žádné relikty. Po husitských válkách byl využíván již jenom jako hřbitovní kostel.
Jádro nynějšího kostela pochází z doby kolem roku 1531 - což dokládají pozdně gotický sanktuář, stojky ostění severního portálu lodi a zbytky gotických konzol a letopočet nalezený v 19. století pod omítkou kostela.
Na přelomu 16. a 17. století proběhla přestavba kostela, při které byla žebrová klenba presbytáře nahrazena renesanční klenbou. Fragmenty gotických žeber byly použity do zdiva opěráků.
Venkovní kamenná kazatelna z doby kolem roku 1605 byla přemístěna v 19. století k severní straně kostelní lodi.
V letech 1673 - 1677 bylo upraveno západní průčelí s předsíní a v lodi opraven dřevěný strop. Asi z 18. století pochází sakristie a kostnice.
Renesanční klenba byla odstraněna při regotizaci kostela, kterou provedl v letech 1864 - 1865 architekt František Schmoranz starší.

## Popis
Orientovaný jednolodní kostel Povýšení svatého Kříže stojí volně v areálu městského hřbitova. Kostel je omítnut vápennou maltou, opěrné pilíře z pískovcových kvádrů nejsou omítnuty.
Před hlavní průčelí kostela předstupuje novogotická otevřená předsíňka na 2 válcových sloupcích se 3 hrotitými oblouky a křížkem. Nad předsíňkou je v průčelí kostela kruhové okno a nad ním je ve výklenkové hrotité nice v průčelí umístěn kamenný krucifix. Trojúhelný štít průčelí kostela je zakončen kamennou fiálou.
Po obvodu kostelní lodi je umístěno 16 náhrobních kamenů. Boky kostelní lodi podepírají tři opěrné pilíře na každé straně a kostelní loď je osvětlena třemi vysokými hrotitými okny. Z levého okna na severní straně kostelní lodi vede sedlový portál na malou kamennou kazatelnu. Střecha kostelní lodi je kryta taškami. Nad lodí se nachází oplechovaná sanktusníková věžička s lucernou s hrotitými okénky a křížkem.
Presbytář podepírá šest opěrných pilířů, je osvětlen třemi vysokými hrotitými okny. U severní stěny presbytáře se nachází kamenný, úzký, obdélníkový přístavek sakristie s pultovou střechou. Střešní krytinu tvoří eternitové šablony. Na východní stěně presbytáře je pod oknem umístěna novogotická náhrobní deska starosty Jana Martiniho.
Vnitřní zařízení kostela pochází z 19. století.

## Galerie

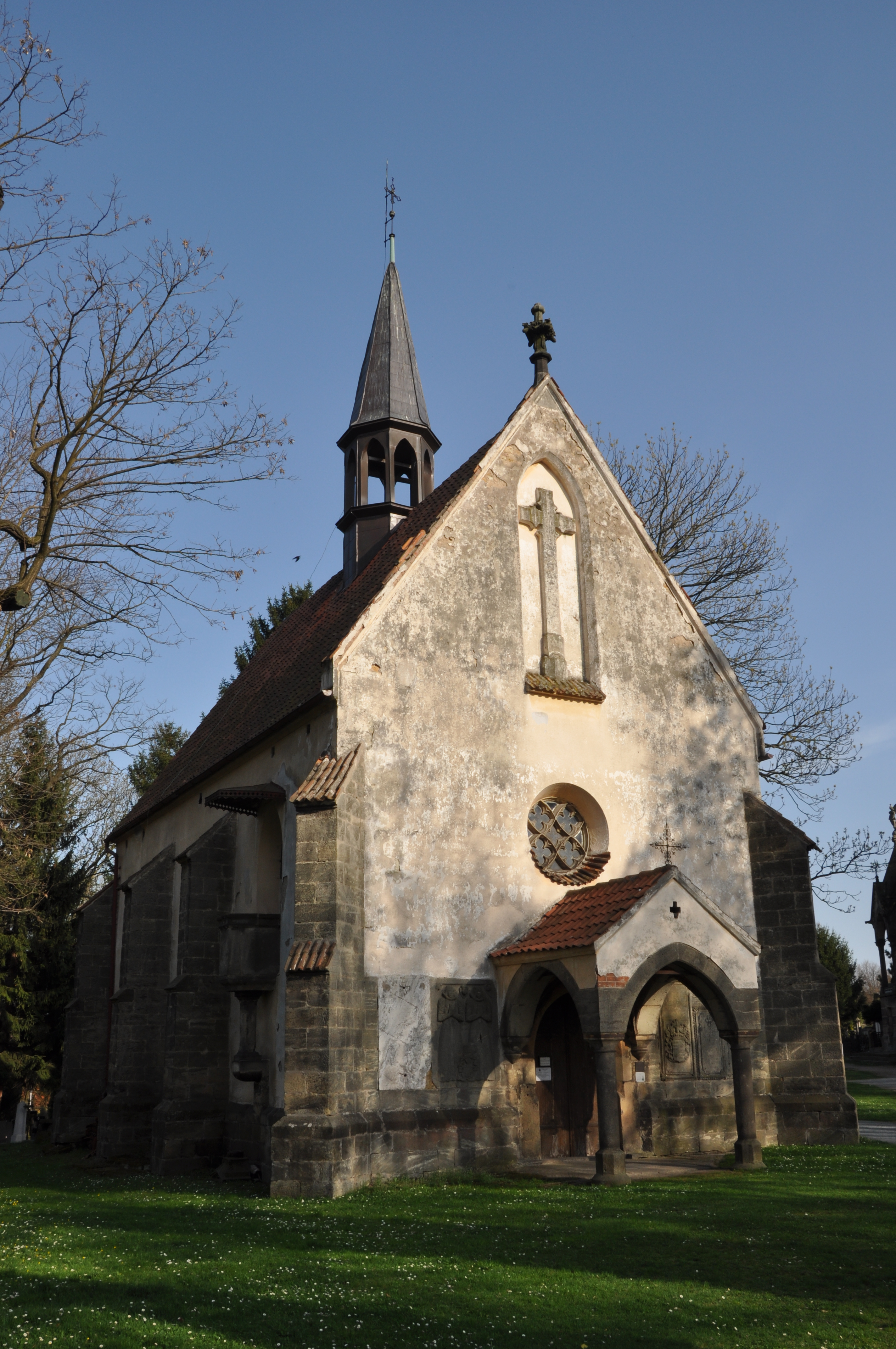
průčelí kostela Povýšení svatého Kříže v Chrudimi
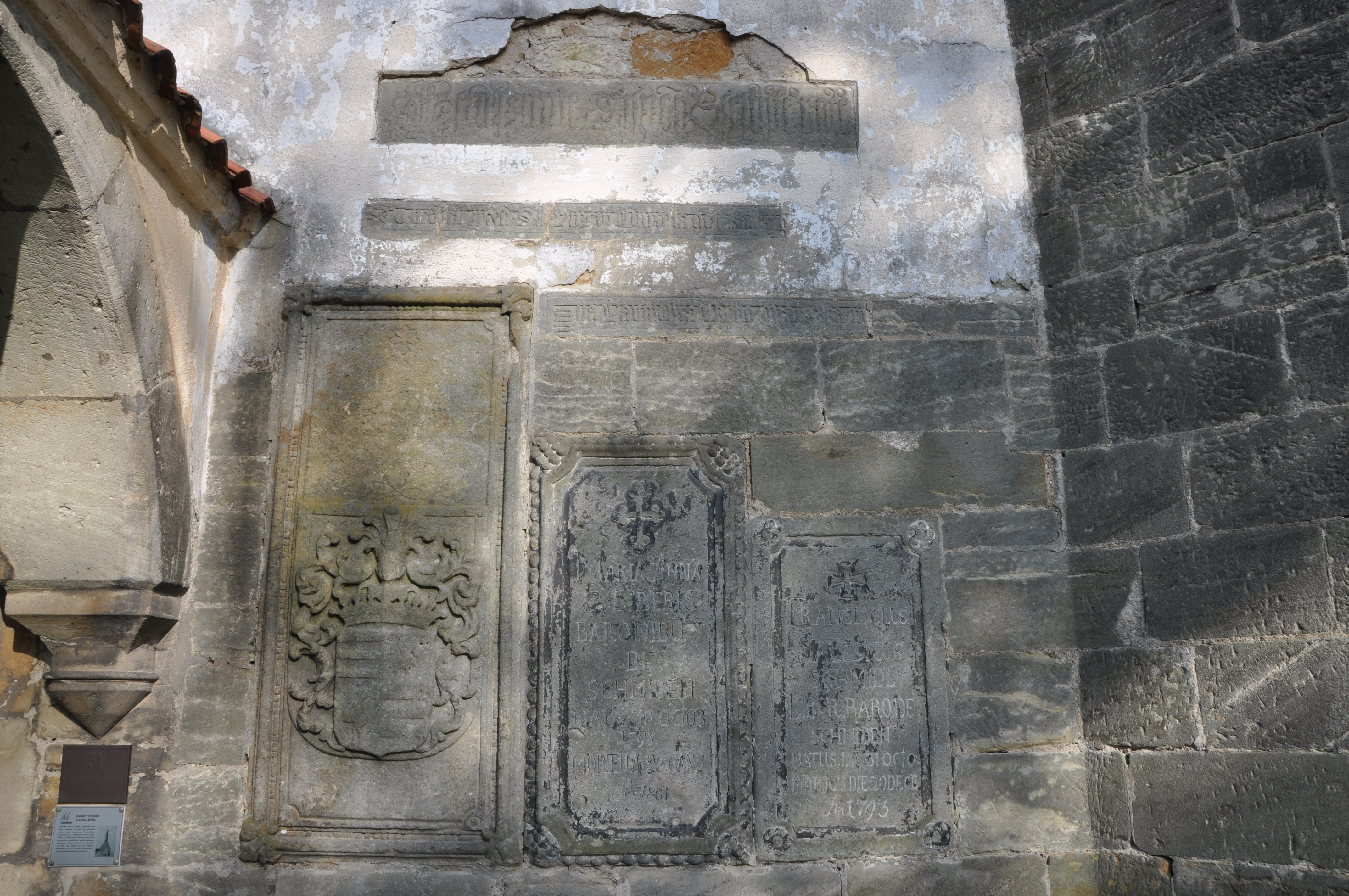
Náhrobní kameny na zdi kostela
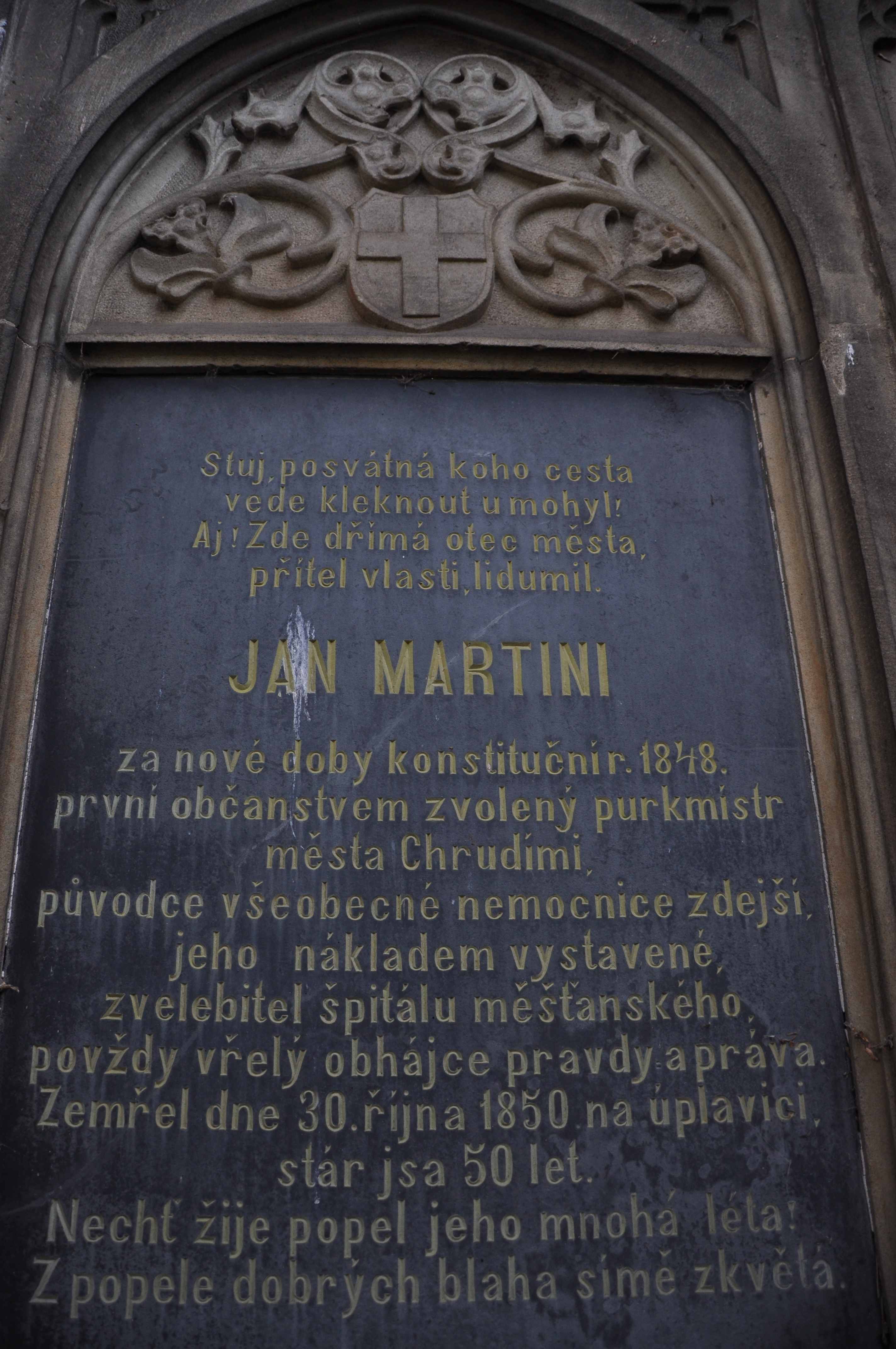
Náhrobní deska starosty Martiniho
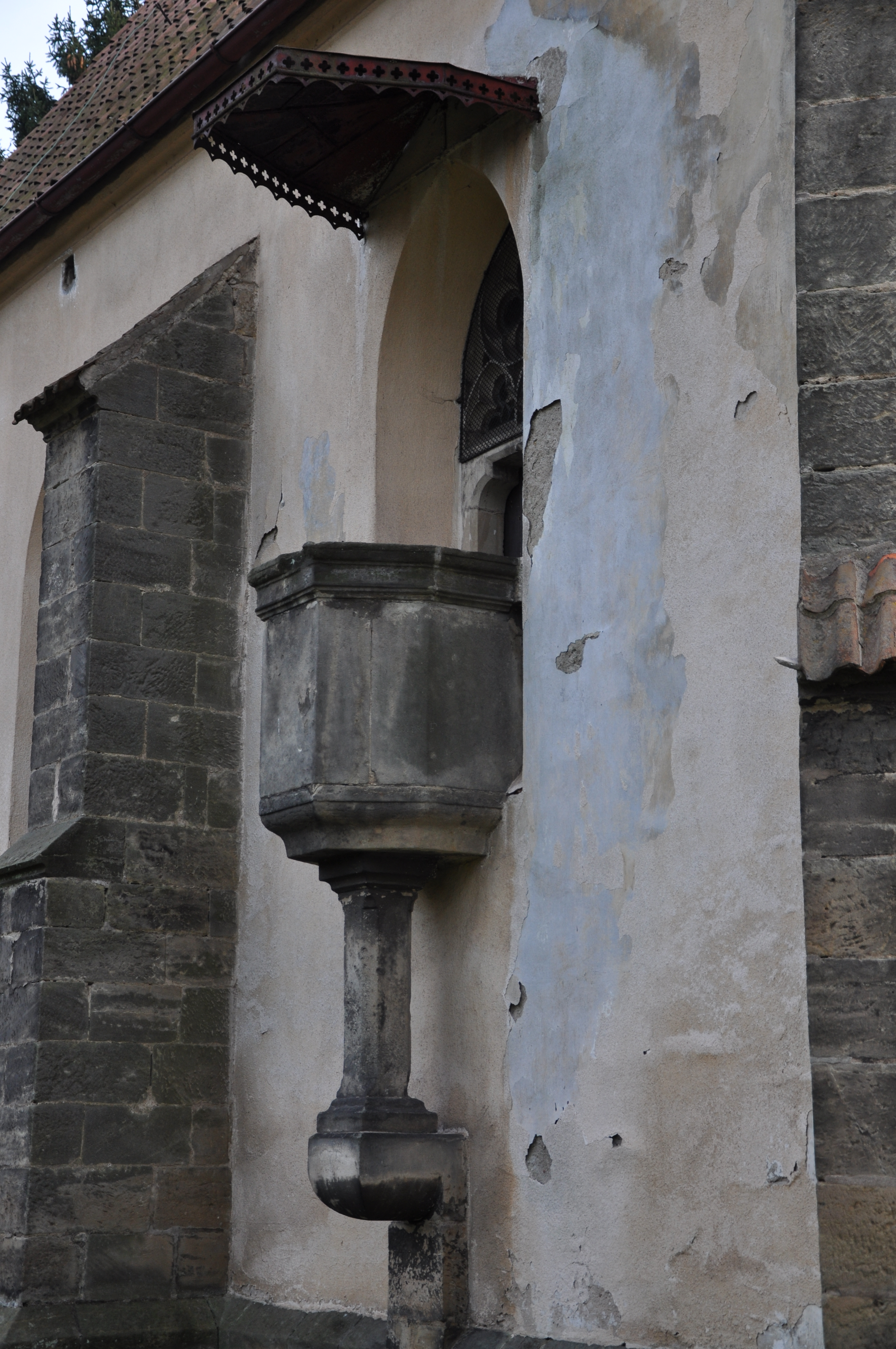
Kamenná kazatelna u kostela Povýšení svatého Kříže v Chrudimi